# Stenophrixothrix fuscus
Stenophrixothrix fuscus är en skalbaggsart som först beskrevs av Henry Stephen Gorham 1881.  Stenophrixothrix fuscus ingår i släktet Stenophrixothrix och familjen Phengodidae. Inga underarter finns listade i Catalogue of Life.